# Cauchy-à-la-Tour
Cauchy-à-la-Tour är en kommun i departementet Pas-de-Calais i regionen Hauts-de-France i norra Frankrike. Kommunen ligger i kantonen Auchel som tillhör arrondissementet Béthune. År 2022 hade Cauchy-à-la-Tour 2 645 invånare.

## Befolkningsutveckling
Antalet invånare i kommunen Cauchy-à-la-Tour
| Referens: INSEE |